# Abraham Abu-l-Afiya
Abraham Abu-l-Afiya (hebreu: אברהם אבולעפיה)  (Saragossa, 1240 - Illa de Malta, 1292) o Abraham ben Samuel Abulàfia, nascut a Saragossa i que va viure a Tudela. Va viatjar per Terra Santa en 1260. Després es va instal·lar a Itàlia, des d'on va viatjar a Barcelona i a Grècia en 1271 i 1273, respectivament. En 1280 va ser a Roma amb l'objectiu de convertir al judaisme el papa Nicolau III. A Sicília va anunciar l'arribada del Messies per a l'any 1290. Entre altres obres va escriure Els secrets de la guia, comentaris a la Guia dels Perplexs de Maimònides, considerant la doctrina filosòfica derivada de les premisses d'aquesta obra no contrària a la mística. De fet, els comentaris tracten de trobar un nexe lògic entre les seves pròpies posicions i la de Maimònides.
A partir de 1258 Abu-l-Afiya visita l'Orient, Grècia i Itàlia. És influenciat per Baruch Togarmi, que va escriure una "Clau de la càbala" al Séfer Ietzirá. Des de 1270 de tornada a la península Ibèrica, sofreix a Barcelona la seva primera experiència d'un èxtasi profètic.
Als països mediterranis Abu-l-Afiya es va presentar com l'esperat Messies; afirmava que l'esperança messiànica dels jueus s'havia complert amb ell. Va intentar en 1281 convertir al judaisme al papa Nicolau III. No obstant això, aquest va morir la nit abans de l'arribada d'Abu-l-Afiya i aquest va aconseguir amb prou feines escapar de la foguera sent alliberat després de 28 dies en el col·legi dels franciscans.
Els seus últims anys els va passar viatjant per Itàlia i des de 1291 es perden els seus passos. Probablement, va morir a Barcelona en 1292.
Abu-l-Afiya va recopilar 26 escrits teòrics, dels quals se'n conserven uns quants, i 22 obres profètiques, de les quals es conserva només el "Sefer ha'Oth".
Abu-l-Afiya defensava que l'home en estat d'èxtasi té accés al seu ser profund. Volia popularitzar un mètode de coneixement místic anomenat "Camí de les idees". Aquesta disciplina la completava el "Camí del Sefiroth". Els seus ensenyaments mostren paral·lelismes amb el ioga i el tantra.
Entre els seus deixebles està Josef Gikatilla.

## Abu-l-Afiya en la literatura
En El pèndol de Foucault, la novel·la d'Umberto Eco, l'ordinador del protagonista es diu Abu-l-Afiya.
En el llibre La Conjura Sixtina de Philipp Vandenberg, s'inclou Abu-l-Afiya i la seva influència sobre Miguel Angel Buonarroti com a part de la trama del llibre.
En el llibre I sereu com a déus, Erich Fromm diu que «en 1284 Abraham Abu-l-Afiya, de Tudela, va anunciar la seva pretensió de ser el Messies i que l'any 1290 seria el de la seva aparició messiànica. Però una carta escrita per una de les autoritats rabíniques d'Espanya, el Rabí Salomó ben Adret, va fer que el seu intent s'esfondrés gairebé immediatament. Així i tot, ell va seguir en el camí de l'anarquia» (Paidós, 1960, p. 129).
En la novel·la Ciutat Permutació de Greg Egan, la clau d'accés de Paul Durham a la seva finestra interface és "Abu-l-Afiya".